# Magurka (Bieszczady)
Magurka (Magura Hulszczańska; 910 m n.p.m.) – szczyt w Bieszczadach Zachodnich, w paśmie połonin.
Należy do grzbietu odbiegającego na północny wschód ze szczytu Smereka. Od południowego wschodu poprzez przełęcz Pereśliżny (807 m n.p.m.) sąsiaduje z Maguryczym (910 m n.p.m.), z kolei na północny wschód od Magurki znajduje się niewybitna kulminacja o wysokości 858 m n.p.m. Dalej grzbiet, na odcinku zwanym Uhryniem lub Łazami, obniża się w kierunku niewysokiego wzniesienia Wierszek (689 m n.p.m.), a następnie opada w dolinę Sanu. Północno-zachodnie stoki odwadnia Hulski, natomiast południowo-wschodnie schodzą do doliny potoku Rzeka. Stoki są zalesione z wyjątkiem kilku polan na zachód od wierzchołka oraz na sąsiednich przełęczach. Na południowy zachód od szczytu przebiega granica Bieszczadzkiego Parku Narodowego (po stronie południowej) z Parkiem Krajobrazowym Doliny Sanu (na północy).
Na Magurkę nie prowadzą szlaki turystyczne, jednak możliwe jest wejście nieznakowanymi ścieżkami z Zatwarnicy bądź Hulskiego.